# Viva Radio 2 (il meglio del 2007)
Viva Radio 2 (il meglio del 2007) è una compilation pubblicata nel 2007 contenente le migliori gag andate in onda durante la stagione 2006/2007 nel varietà radiofonico Viva Radio2, condotto da Fiorello e Marco Baldini.

## Tracce
1. Sigla '06-'07/Intro
2. Presidente Napolitano e la maratona
3. Avvocato Messina: Vino al metanolo
4. Battiato, Sgalambro e il cammello mongolo
5. L'astice
6. Moccia: L'adolescente Adolesce
7. Morandi: L'orsetto Knut
8. Martano Volpi
9. Fiorello e Baldini: Casini e Berlusconi
10. Avvocato Messina: Morta di sonno/Fine 1ª parte CD
11. Padre Georg
12. Putin
13. Moccia: Saponetta '91
14. Documentario: "Il Prodi"
15. Fiorello e Baldini: Giulietta e Romeo
16. Orso bianco
17. Battiato, Sgalambro e l'elogio di Elena
18. TV Calabrese: La ghigliottina
19. Fine/Gobbo (bis)